# Spadochron towarowy
Spadochron towarowy – rodzaj spadochronu służącego do transportowania ładunków (broni, amunicji, samochodów, paliwa, materiałów sanitarnych, żywności), czasami również pomocy humanitarnej z powietrza na ziemię.
Masowo wykorzystywany przy zaopatrywaniu wojsk z powietrza. Wielkość czaszy zależna jest od przeznaczenia i wynosi od kilku m², przy ładunkach małych i mało wrażliwych na uderzenia, do kilkunastu metrów kwadratowych. Prędkość opadania ładunków na spadochronie transportowym jest przeciętnie znacznie większa od prędkości opadania ludzi. 
Spadochrony towarowe mogą być z jedną czaszą lub wieloczaszowe.
W Zakładach Sprzętu Technicznego i Turystycznego AVIOTEX w Legionowie (przedsiębiorstwo państwowe) był produkowany spadochron towarowy ZT-100 i ZT-500.

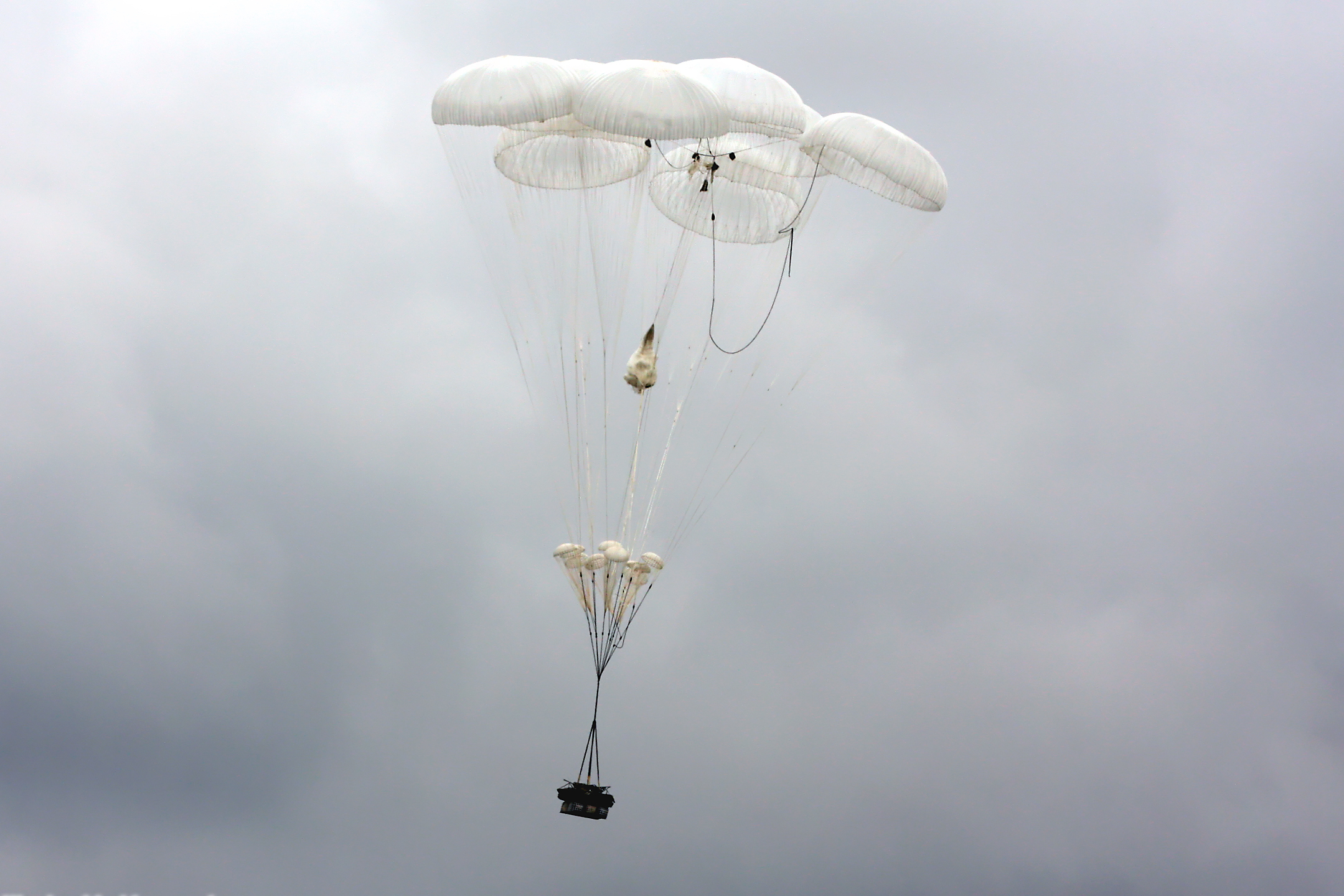
Spadochron towarowy wieloczaszowy
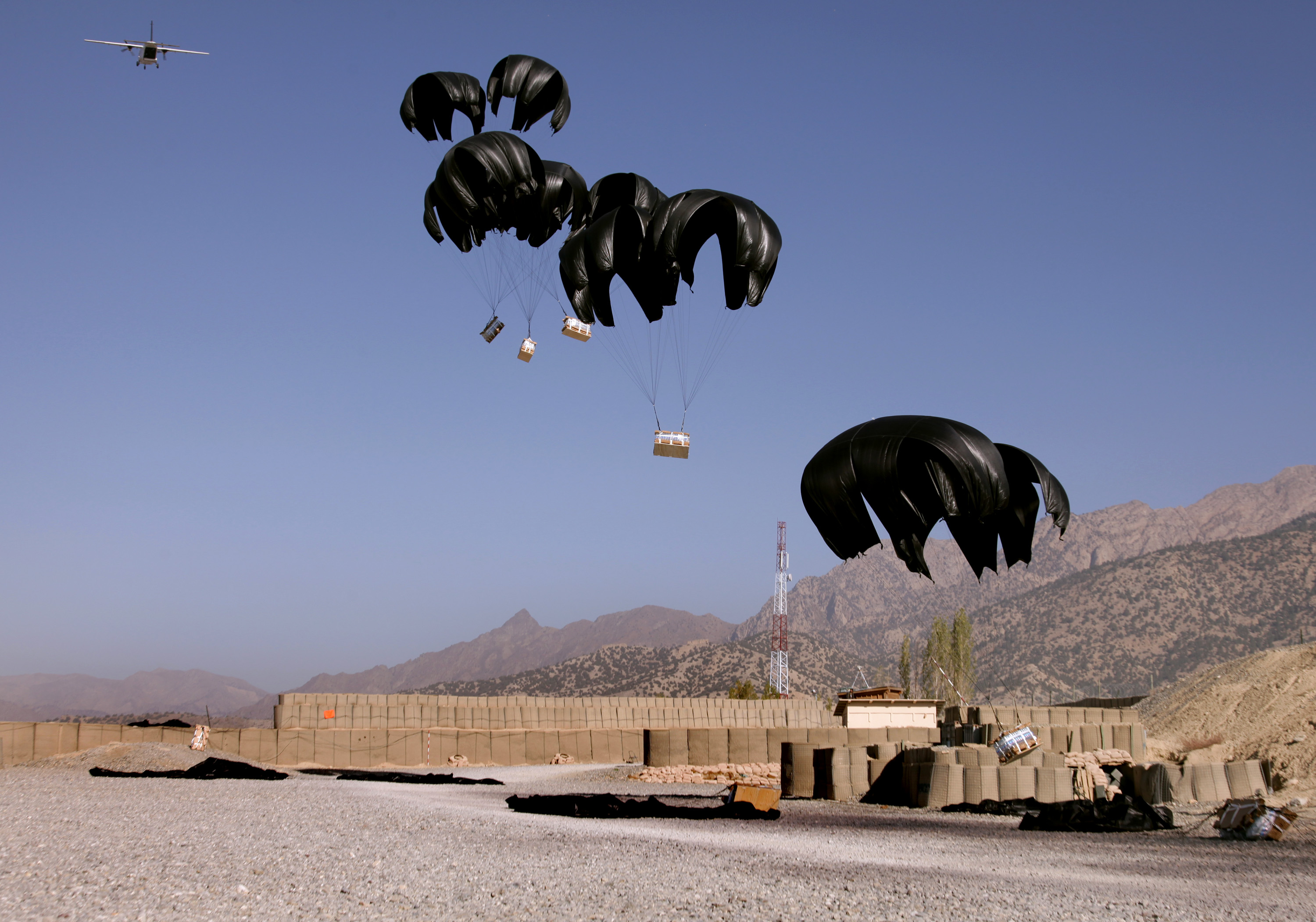
Spadochron towarowy z jedną czaszą
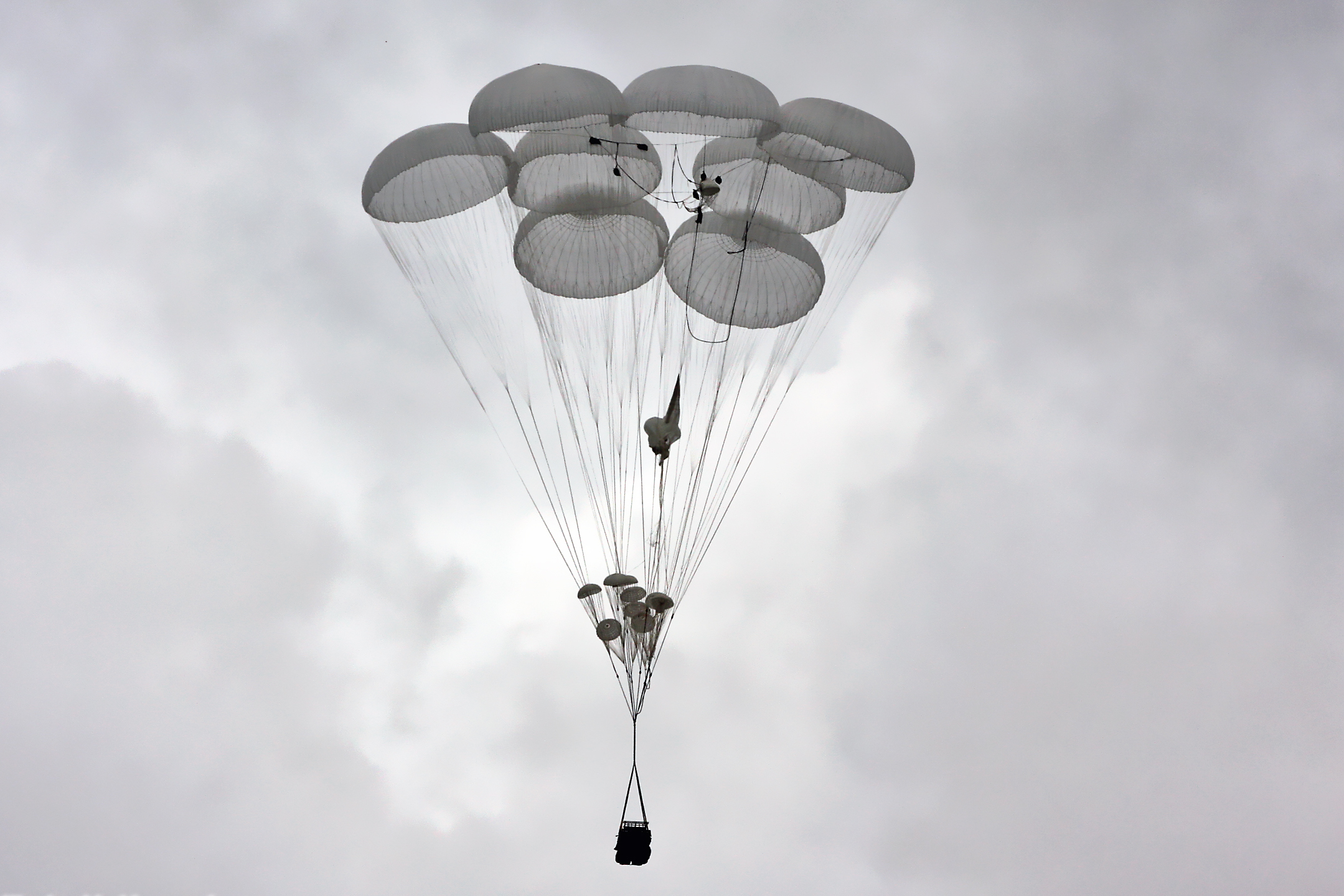
Spadochron towarowy wieloczaszowy